# Educação nas Bahamas
A educação nas Bahamas é obrigatória dos 5 aos 16 anos.

## Sistema educacional

### Educação superior
O College of The Bahamas, estabelecido em Nassau em 1974, provê cursos que emitem certificados de bacharel. Vários colégios não-Bahamenses também oferecem programas de educação superior nas Bahamas.

## Cobertura e Qualidade
Em 2003, o índice de frequência à escola era de 92%, e a taxa de alfabetização era de 95,5%. O governo opera 158 das 210 escolas primárias e secundárias. As outras 52 escolas são privadas. As matrículas das escolas primárias e secundárias públicas foi de 50.332, e nas escolas privadas foi 16.000. Algumas escolas públicas possuem escassez de material educacional básico e estão com muitos alunos.